# Richard Jonckheere

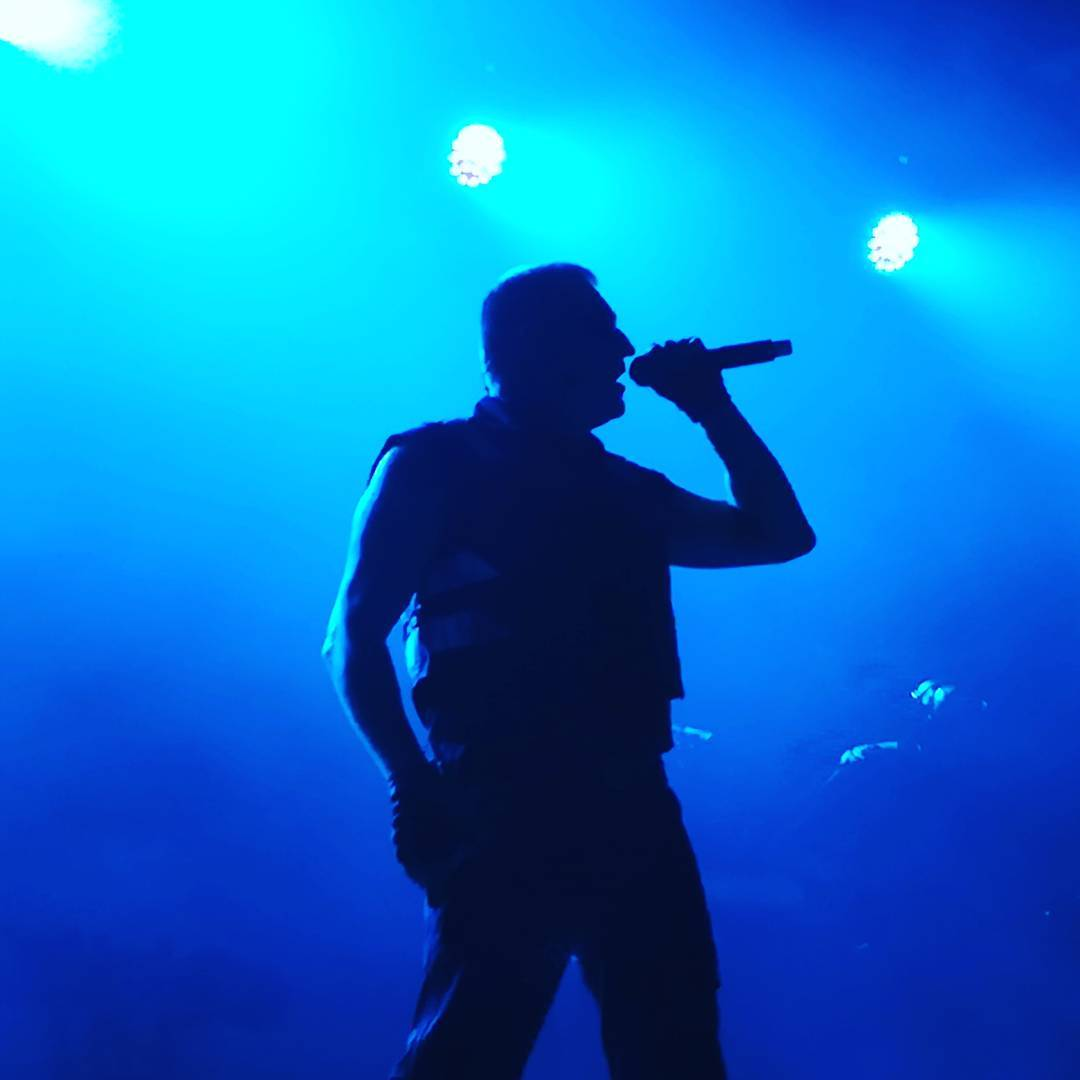
foto de Richard Jonckheere.

Richard Jonckheere, mais conhecido como Richard 23 ou Richard JK (nascido em 20 de janeiro de 1963, em Bruxelas, na Bélgica), é um músico industrial e EBM. Ele é um membro da banda Front 242 (onde ingressou em 1983) e foi membro fundador da Revolting Cocks (de que saiu em 1986). Em 1994 lançou um EP com (Free Tyson Free!), Com Jean-Pierre Everaerts e Marc Desmare a alcunha Gang Santo e dois singles de 12" polegadas em 1999/2000 como LaTchak (uma colaboração com Everaerts).

## Política
- Richard Jonckheere é um forte defensor de causas ecológicas.[3]

- Em 2007, concorreu como candidato para as eleições gerais belga, em nome do partido Ecolo[4]. No distrito de Bruxelas-Halle-Vilvoorde, ele terminou em 15º, com 1.936 votos(aproximadamente 2,03% dos votos)[5].